# Прапор Азаваду
Прапор Азаваду, невизнаної держави, яка проголосила незалежність від Малі 6 квітня 2012 року, являв собою горизонтальний зелено-червоно-чорний триколор із жовтим трикутником на підйомі. Символіка кольорів для народу Азаваду різноманітна, як описано Муссою Аг Ассарідом : жовтий символізує пустелю Сахара (на тамачекській мові «тенере»), чорний символізує важку історію туарегів, пов’язану з антиколоніальною боротьбою під час їхніх численних повстань, як їхній важкий спосіб життя, червоний символізує кров мучеників Азаваду, а зелений символізує мізерну рослинність у регіонах Сахари та Сахелі.  Він ідентичний прапору Національного руху за визволення Азаваду (MNLA). Популярна варіація прапора включає червону букву «яз» або «ⵣ» мовою тифінаг, яка служить універсальним символом народу амазигів у своєму жовтому підйомі. Ця версія містить більш конкретне посилання на демографію туарегів в Азаваді проти присутніх етнічних груп фульбе, сонгаї та мавританців (бейдан і харатін). 

## Історія
Під час попередніх повстань туарегів для Азаваду було запропоновано два різні прапори. Один був синьо-білим горизонтальним двоколірним прапором із червоним трикутником на підйомі, а інший був звичайним білим прапором із синім півмісяцем і зіркою. 

Перший проєкт прапора
Другий проєкт прапора
Прапор MNLA і Незалежної держави Азавад

## Зовнішні посилання
- #occupyazawad. sahelsounds. 8 лютого 2012. Процитовано 6 квітня 2012.